# Teudegisclo
Teudegisclo (em latim: Theudegisclus; em grego: Θευδέγισκλος, Theudégisclos), Tiudigisclo (em latim: *Thiudigisclus) ou Tiudisclo (em latim: Thiudisclus) foi um nobre ostrogodo do século VI. Era filho do rei Teodato (r. 534–536) e sua esposa Gudeliva, bem como irmão de Teodenanda. Segundo Procópio, após o assassínio de seu pai no fim de 536, foi colocado sob guarda por Vitige (r. 536–540), quiçá em Roma. O motivo de sua prisão, para além de desejos pessoais e reivindicações ao trono, poderia ter sido a sua provável inclinação para um acordo com o Império Bizantino como outros parentes seus (Teodato, Ebremundo, Amalasunta e Matasunta). Ele pertencia à dinastia dos Amalos. Garcia Moreno propôs que fosse pai de Gosuinda, cujo nome talvez foi inspirado no de Gudeliva.